# Баткари (Вранча)
Баткари (рум. Bâtcari) насеље је у Румунији у округу Вранча у општини Нисторешти. Oпштина се налази на надморској висини од 409 m.

## Становништво
Према подацима из 2002. године у насељу је живело 234 становника, од којих су сви румунске националности.